# Vernís tou
El vernís tou és una tècnica de gravat calcogràfic que consisteix en l'aplicació damunt la planxa metàl·lica d'un vernís que en assecar-se manté una textura enganxosa i que es cobreix amb un paper molt fi, dels denominats "de seda", sobre el qual es dibuixa prement amb un llapis de grafit. Amb això, s'aconsegueix que el paper de seda es quedi especialment enganxat al vernís en les zones on s'ha dibuixat damunt d'ell, de manera que quan s'ha acabat de dibuixar, es retira el paper, i amb ell el vernís de les zones on s'ha dibuixat, quedant la planxa sense protecció. A continuació s'introdueix la planxa en l'àcid, aconseguint-se el gravat damunt la superfície de la planxa. Aquesta tècnica s'empra bàsicament per a imitar la textura del llapis.